# Nantes-en-Ratier
Pour les articles homonymes, voir Nantes (homonymie) et Ratier.
Nantes-en-Ratier est une commune française située dans le département de l'Isère, en région Auvergne-Rhône-Alpes.

## Géographie

### Situation et description

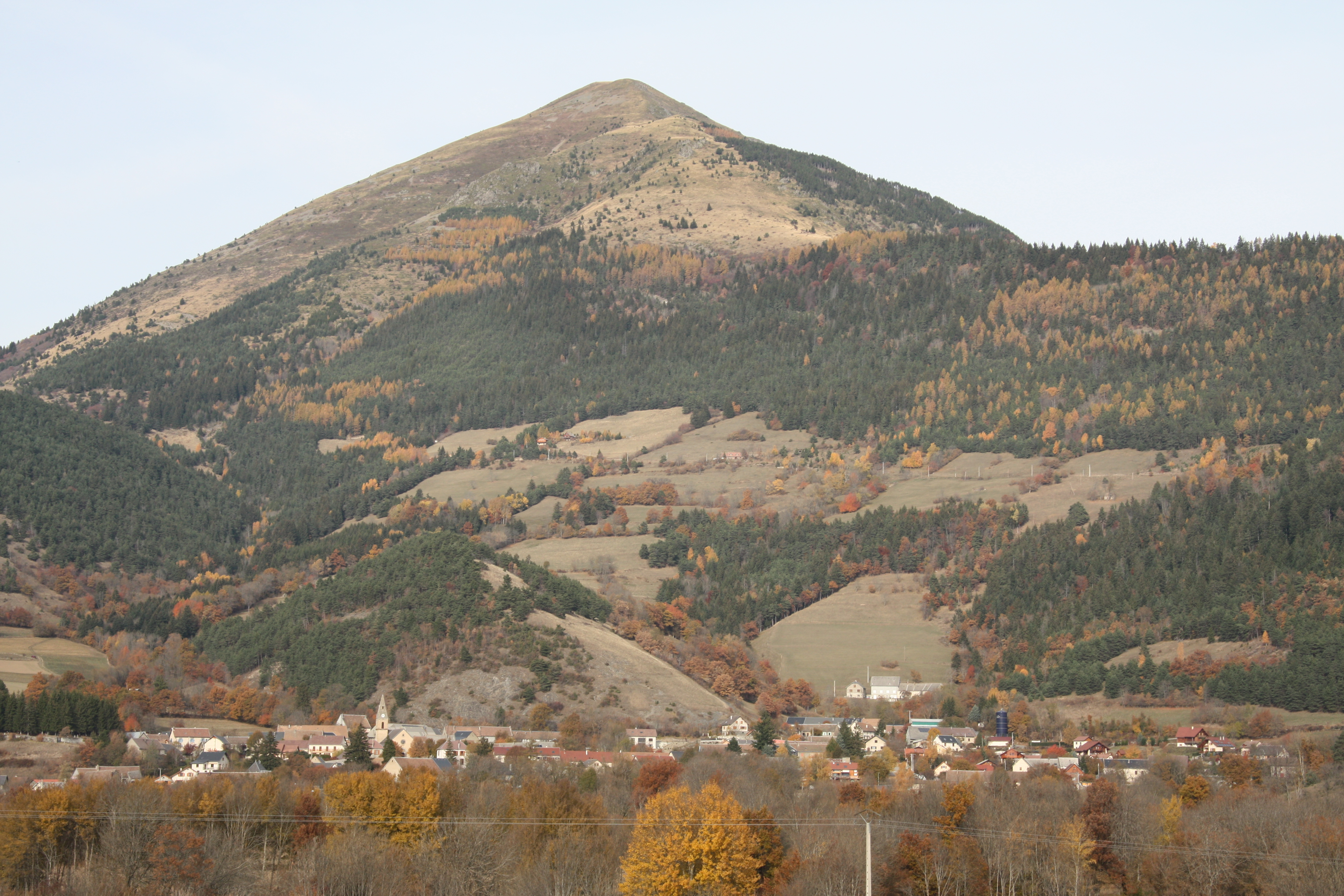
Le Tabor et Nantes-en-Ratier.

Petit village de montagne proche de la route Napoléon (RN 85), sur le plateau Matheysin, Nantes-en-Ratier fait partie du canton de La Mure et se situe sur la route du col de Malissol.
La ville la plus proche est La Mure (5 000 habitants) située à 4 km au sud-ouest, le village fait partie du canton de La Mure. Le village est adhérent à la communauté de communes de la Matheysine.

### Géologie
Les reliefs de la bordure orientale du plateau de la Matheysine s'abaissent vers le sud, à partir des contreforts du Tabor (dit « Piquet de Nantes »), jusqu'au niveau de l'entaille d'érosion qu'a ouverte le ruisseau de la Roizonne entre ce dernier et la crête Armet - Coiro. La couverture sédimentaire du flanc ouest du massif du Taillefer affleure en marge orientale du plateau, notamment au nord-est de Nantes-en-Ratier au niveau du flanc ouest de la demi-voûte anticlinale du « Piquet de Nantes ».

### Climat
Pour des articles plus généraux, voir Climat d'Auvergne-Rhône-Alpes et Climat de l'Isère.
En 2010, le climat de la commune est de type climat de montagne, selon une étude du Centre national de la recherche scientifique s'appuyant sur une série de données couvrant la période 1971-2000. En 2020, Météo-France publie une typologie des climats de la France métropolitaine dans laquelle la commune est exposée à un climat de montagne ou de marges de montagne et est dans la région climatique  Alpes du sud, caractérisée par une pluviométrie annuelle de 850 à 1 000 mm, minimale en été. 
Pour la période 1971-2000, la température annuelle moyenne est de 8,5 °C, avec une amplitude thermique annuelle de 17,2 °C. Le cumul annuel moyen de précipitations est de 1 071 mm, avec 8,6 jours de précipitations en janvier et 7 jours en juillet. Pour la période 1991-2020, la température moyenne annuelle observée sur la station météorologique de Météo-France la plus proche, « La Mure-radome », sur la commune de La Mure à 5 km à vol d'oiseau, est de 8,5 °C et le cumul annuel moyen de précipitations est de 948,6 mm,. Pour l'avenir, les paramètres climatiques de la commune estimés pour 2050 selon différents scénarios d'émission de gaz à effet de serre sont consultables sur un site dédié publié par Météo-France en novembre 2022.

### Hydrologie
La commune est longée par la Roizonne, la Bonne et le ruisseau de la Nantette.

### Voies de communication
Le territoire de la commune est traversé par les routes départementales 26 (RD26) et 114 (Rd144) qui les relient aux territoires des communes voisines.

## Urbanisme

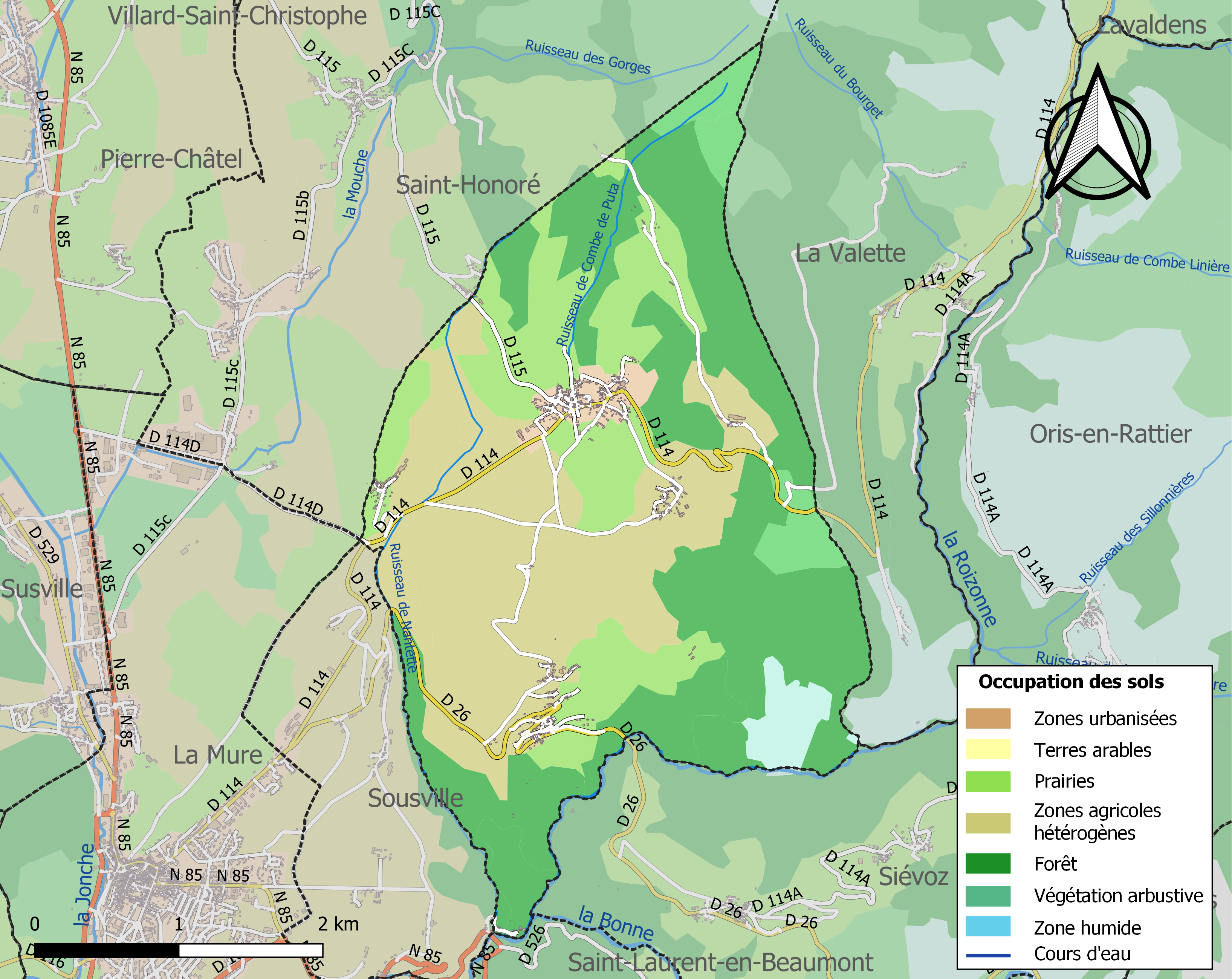
Carte des infrastructures et de l’occupation des sols en 2018 de la commune de fr:Nantes-en-Ratier (France).

### Typologie
Au 1er janvier 2024, Nantes-en-Ratier est catégorisée commune rurale à habitat dispersé, selon la nouvelle grille communale de densité à sept niveaux définie par l'Insee en 2022.
Elle est située hors unité urbaine. Par ailleurs la commune fait partie de l'aire d'attraction de Grenoble, dont elle est une commune de la couronne,. Cette aire, qui regroupe 204 communes, est catégorisée dans les aires de 700 000 habitants ou plus (hors Paris),.

### Occupation des sols
L'occupation des sols de la commune, telle qu'elle ressort de la base de données européenne d’occupation biophysique des sols Corine Land Cover (CLC), est marquée par l'importance des territoires agricoles (53,2 % en 2018), en augmentation par rapport à 1990 (51,7 %). La répartition détaillée en 2018 est la suivante : 
forêts (38,4 %), zones agricoles hétérogènes (33,6 %), prairies (19,6 %), milieux à végétation arbustive et/ou herbacée (3,8 %), zones urbanisées (2,3 %), espaces ouverts, sans ou avec peu de végétation (2,3 %).
L'IGN met par ailleurs à disposition un outil en ligne permettant de comparer l’évolution dans le temps de l’occupation des sols de la commune (ou de territoires à des échelles différentes). Plusieurs époques sont accessibles sous forme de cartes ou photos aériennes : la carte de Cassini (XVIIIe siècle), la carte d'état-major (1820-1866) et la période actuelle (1950 à aujourd'hui).

### Lieux-dits et écarts
- Quelques petits villages tels Roizon-le-Haut ;
- Le hameau du Creux de Roizon, situé quelques kilomètres au sud et lieu de départ de nombreuses randonnées ;
- Le Freynet, lieu-dit situé à un ou deux kilomètres au sud.

### Risques naturels et technologiques

#### Risques sismiques
L'ensemble du territoire de la commune de Nantes-en-Ratier est situé en zone de sismicité no 3, dite « modérée » (sur une échelle de 1 à 5), comme la plupart des communes de son secteur géographique. Son territoire se situe cependant au sud de la limite d'une zone sismique classifiée de « moyenne ».
| Type de zone | Niveau            | Définitions (bâtiment à risque normal) |
| ------------ | ----------------- | -------------------------------------- |
| Zone 3       | Sismicité modérée | accélération = 1,1 m/s2                |

## Histoire
Au XVIIIe siècle, la paroisse est répertoriée sous le nom de « Ratiers & Nantes, en Dauphiné, diocèse, parlement, intendance et élection de Grenoble ».

## Politique et administration

### Liste des maires
| Période                                  | Période      | Identité                  | Étiquette | Qualité                                                                           |
| ---------------------------------------- | ------------ | ------------------------- | --------- | --------------------------------------------------------------------------------- |
| Environ 1830                             | Environ 1840 | Jean Louis auguste Perrin |           | Notaire                                                                           |
| Mars 2001                                | En cours     | Joël Pontier              | PS        | Retraité de l'enseignement Président de la Communauté de Communes (jusqu'en 2020) |
| Les données manquantes sont à compléter. |              |                           |           |                                                                                   |

## Économie
Le plus gros employeur de la commune est l'entreprise de charpente Gammariello, qui compte entre six et neuf employés. Cinq autres établissements ont ensuite entre un et deux employés, parmi lesquelles la Brasserie Matheysine et l'Eterlou.

## Population et société

### Démographie
L'évolution du nombre d'habitants est connue à travers les recensements de la population effectués dans la commune depuis 1793. Pour les communes de moins de 10 000 habitants, une enquête de recensement portant sur toute la population est réalisée tous les cinq ans, les populations de référence des années intermédiaires étant quant à elles estimées par interpolation ou extrapolation. Pour la commune, le premier recensement exhaustif entrant dans le cadre du nouveau dispositif a été réalisé en 2008.

En 2022, la commune comptait 468 habitants, en évolution de +0,65 % par rapport à 2016 (Isère : +3,07 %, France hors Mayotte : +2,11 %).
| 1793 | 1800 | 1806 | 1821 | 1831 | 1836 | 1841 | 1846 | 1851 |
| ---- | ---- | ---- | ---- | ---- | ---- | ---- | ---- | ---- |
| 564  | 533  | 541  | 559  | 618  | 677  | 699  | 698  | 687  |

| 1856 | 1861 | 1866 | 1872 | 1876 | 1881 | 1886 | 1891 | 1896 |
| ---- | ---- | ---- | ---- | ---- | ---- | ---- | ---- | ---- |
| 623  | 629  | 625  | 620  | 610  | 617  | 585  | 540  | 513  |

| 1901 | 1906 | 1911 | 1921 | 1926 | 1931 | 1936 | 1946 | 1954 |
| ---- | ---- | ---- | ---- | ---- | ---- | ---- | ---- | ---- |
| 502  | 783  | 511  | 466  | 455  | 432  | 391  | 377  | 404  |

| 1962 | 1968 | 1975 | 1982 | 1990 | 1999 | 2006 | 2008 | 2013 |
| ---- | ---- | ---- | ---- | ---- | ---- | ---- | ---- | ---- |
| 400  | 367  | 333  | 333  | 372  | 389  | 453  | 469  | 474  |

| 2018 | 2022 | - | - | - | - | - | - | - |
| ---- | ---- | - | - | - | - | - | - | - |
| 466  | 468  | - | - | - | - | - | - | - |

### Enseignement
La commune est rattachée à l'académie de Grenoble. Une école primaire est présente dans le bourg avec deux classes ; elle dépend du collège Louis Mauberret à La Mure pour l'enseignement secondaire.

### Santé
La commune héberge l'annexe de l'IME Les 3 saules.

### Médias
Historiquement, le quotidien régional Le Dauphiné libéré consacre, chaque jour, y compris le dimanche, dans son édition de Romanche et Oisans, un ou plusieurs articles à l'actualité de la communauté de communes, du canton, ainsi que des informations sur les éventuelles manifestations locales.
La commune est située sur l'aire de diffusion de radio Ici Isère, une radio publique qui émet sur tout le territoire du département de l'Isère.

### Cultes
La communauté catholique et l'église paroissiale de Nantes-en-Ratier (propriété de la commune) dépendent de la paroisse Saint Pierre Julien Eymard qui rassemble un grand nombre de villages autour de la cité de La Mure. Cette paroisse est rattachée au diocèse de Grenoble-Vienne.

## Culture et patrimoine

### Patrimoine religieux
L'église Saint-Georges de Nantes-en-Ratier : construite en 1853, pour remplacer une chapelle située dans l'ancien cimetière. En 2012, son clocher a été restauré. Elle dépend du relais Tabor de la paroisse Saint-Pierre-Julien-Eymard.

### Patrimoine civil
Les deux principaux legs du patrimoine sur la commune sont le viaduc de la Roizonne ainsi que les ruines du château médiéval de Rattier, château fort du XIIe siècle bâti à la place d'une motte castrale du XIe siècle.

### Personnalités liées à la commune
- Les enfants de Camille et Auguste Perrin : Ferréol Perrin (1840-1895), Paul Perrin (1843-1909) et Valérien Perrin (1851-1935), les créateurs de la société Gant Perrin puis de Valisère[réf. nécessaire].

### Héraldique
|  | Nantes-en-Ratier possède des armoiries dont l'origine et le blasonnement exact ne sont pas disponibles. |